# Fichier central des thèses
Central Thesis File (FCT) è una base di dati multidisciplinare in lingua francese, che indicizza le tesi di dottorato dei domini SHS in fase di implementazione. Dal 1968 al 2009 fu gestito dall'Università di Parigi X-Nanterre e, nel biennio successivo, dall'ABES (Agenzia bibliografica per l'insegnamento superiore). Nel 2011 fu lanciata online l'applicazione STEP-Signalement des Thèses en Préparation.
Al 2019, il sistema STEP coinvolge più di 80 centri universitari francesi che rilasciano titoli di dottorato. I record bibliografici e gli abstract sono consultabili tramite il motore di ricerca pubblico e gratuito fornito dal sito theses.fr.